# Anthony Ammirati
Anthony Ammirati (Grasse, 16 luglio 2003) è un astista francese.

## Biografia
Nel febbraio 2023, è entrato a far parte delle forze di polizia nazionali come "riservista operativo". Ha raggiunto grande notorietà ai Giochi olimpici di Parigi 2024 poiché durante la competizione, nella fase discendente del salto, ha abbattuto l'asticella con il pene, ed il video successivamente è diventato virale e l'episodio è stato ampiamente commentato dalla stampa internazionale.  Nell'occasione ha ricevuto l'offerta di 250.000 dollari dal sito web pornografico CamSoda per creare uno spettacolo in webcam. È stato inserito da Variety tra gli atleti più virali delle Olimpiadi estive del 2024, insieme a Yusuf Dikeç e Stephen Nedoroscik.

## Carriera
Dal 2015 al 2021 è stato allenato da Vialette Gerard, in seguito da Philippe Dencausse.
Si è messo in mostra al XV Festival olimpico estivo della gioventù europea di Baku 2019, in cui è salito sul gradino più alto del podio, precedendo il finlandese Juho Alasaari, il bielorusso Dzmitry Marfushkin e il belga Jules Vanlangenaker.
Nel giugno 2021 ha stabilito un nuovo record francese juniores saltando la misura di 5,72 m a Salon-de-Provence. Più tardi, nella stessa stagione, ha vinto la medaglia d'oro agli europei under 20 di Tallinn 2021, grazie ad un salto di 5,64 m, precedendo il bielorusso Matvei Volkov e l'ucraino Oleksandr Onufriyev.
Ai Giochi del Mediterraneo di Orano 2022 ha guadagnato l'argento con un salto di 5,65 m, dietro al turco Ersu Şaşma (5,75 m). Ai Mondiali U20 di Cali 2022 è diventato campione del mondo di categoria saltando l'asticella a 5,65 m al primo tentativo. Poi ha saltato a 5,75 m, migliorando il suo record personale di 3 centimetri.
Il 31 agosto 2022, a Saint-Wendel, ha stabilito il terzo record francese juniores di salto con l'asta, con un salto di 5,81 m. Grazie a questa misura, è diventato il secondo miglior atleta nella storia della categoria U20 dietro Armand Duplantis, che saltò la misura di 6,05 m nel 2018.
Ha rappresentato la Francia ai Giochi olimpici estivi di Parigi 2024, dove è stato eliminato nel turno di qualificazione con la misura di 5,60 m ed ha concluso la gara al 15º posto in classifica.

## Palmarès
| Anno | Manifestazione                                  | Sede    | Evento            | Risultato      | Prestazione | Note |
| ---- | ----------------------------------------------- | ------- | ----------------- | -------------- | ----------- | ---- |
| 2019 | Festival olimpico estivo della gioventù europea | Baku    | Salto con l'asta  | Oro            | 4,95 m      |      |
| 2019 | Festival olimpico estivo della gioventù europea | Baku    | Staffetta svedese | Qualificazione | 1'56"97     |      |
| 2021 | Europei U20                                     | Tallinn | Salto con l'asta  | Oro            | 5,64 m      |      |
| 2021 | Mondiali U20                                    | Nairobi | Salto con l'asta  | nm             | nm          |      |
| 2022 | Giochi del Mediterrano                          | Orano   | Salto con l'asta  | Argento        | 5,65 m      |      |
| 2022 | Mondiali U20                                    | Cali    | Salto con l'asta  | Oro            | 5,75 m      |      |
| 2023 | Europei U23                                     | Espoo   | Salto con l'asta  | 5º             | 5,50 m      |      |
| 2024 | Giochi olimpici                                 | Parigi  | Salto con l'asta  | 15º (q)        | 5,60 m      |      |